# Feyt
Feyt är en kommun i departementet Corrèze i regionen Nouvelle-Aquitaine i de centrala delarna av Frankrike. Kommunen ligger  i kantonen Eygurande som tillhör arrondissementet Ussel. År 2022 hade Feyt 112 invånare.

## Befolkningsutveckling
Antalet invånare i kommunen Feyt
Referens:INSEE